# Region Transbaikalien
Koordinaten: 53° 0′ N, 117° 0′ O
Die Region Transbaikalien (russisch Забайка́льский край/Sabaikalski krai) ist ein russisches Föderationssubjekt im Föderationskreis Ferner Osten. Ihr Gebiet deckt einen Teil der als Transbaikalien oder Daurien bekannten Region östlich des Baikalsees ab. 

## Geographie
Die Region teilt eine 998 km lange Grenze mit China sowie weitere 868 km mit der Mongolei.

## Geschichte
Die Region Transbaikalien löste am 1. März 2008 die bisherigen Föderationssubjekte Oblast Tschita und Autonomer Kreis der Aginer Burjaten ab. Festgeschrieben wurde dies nach einer Volksabstimmung in den beiden Subjekten am 11. März 2007, die auf Initiative der Verwaltungen beider Subjekte eingeleitet wurde. Bei dieser Abstimmung sprachen sich rund 90 Prozent der Einwohner der Region für die Zusammenlegung der Oblast Tschita mit dem Autonomen Kreis der Aginer Burjaten aus, der geographisch ohnehin vollständig von der Oblast Tschita umschlossen war. 
Die Region Transbaikalien wurde dem Föderationskreis Sibirien zugeordnet, dem auch die Oblast Tschita und der Autonome Kreis der Aginer Burjaten zuvor angehört hatten. Am 3. November 2018 wechselte die Region Transbaikalien zusammen mit der Republik Burjatien zum Föderationskreis Ferner Osten.

## Verwaltungsgliederung und größte Städte
Die Region gliedert sich in 31 Rajons und 4 Stadtkreise (darunter die „geschlossene Stadt“ (SATO) Gorny). Das frühere Territorium des Autonomen Kreises der Aginer Burjaten (drei Rajons und der später ausgegliederte Stadtkreis Aginskoje) gilt unter dieser Bezeichnung weiterhin als Administrativ-territoriale Einheit mit besonderem Status (russ. Administratiwno-territorialnaja jediniza s ossobym statussom).
| Stadt/Städt. Siedlung* | Russisch               | Einwohner (14. Oktober 2010) |
| ---------------------- | ---------------------- | ---------------------------- |
| Tschita                | Чита                   | 324.444                      |
| Krasnokamensk          | Краснокаменск          | 55.666                       |
| Borsja                 | Борзя                  | 31.379                       |
| Petrowsk-Sabaikalski   | Петровск-Забайкальский | 18.549                       |
| Aginskoje              | Агинское               | 15.596                       |